# Crocothemis sanguinolenta
Crocothemis sanguinolenta är en trollsländeart som först beskrevs av Hermann Burmeister 1839.  Crocothemis sanguinolenta ingår i släktet Crocothemis och familjen segeltrollsländor. IUCN kategoriserar arten globalt som livskraftig. Inga underarter finns listade i Catalogue of Life.